# Заячье сердце
«Заячье сердце» (нем. Hasenherz) — детский фильм 1987 года производства ГДР, снятый режиссёром Гунтером Фридрихом. Премьера состоялась 13 декабря 1987 года в берлинском кинотеатре «Colosseum».

## Сюжет
Тринадцатилетняя Янни — стеснительная девочка с короткими тёмными волосами. Из-за короткой стрижки и отсутствия женской фигуры все её принимали за мальчика, что служило поводом для насмешек со стороны одноклассников. Безответная любовь к Михаэлю, самому красивому мальчику в классе, лишь усугубляла её душевное страдание. Однажды в класс приходит режиссёр киностудии DEFA, который искал подходящего мальчика на роль юного принца для съёмок в фильме-сказке «Заячье сердце». В числе других подходящих на роль юных актёров режиссёр заприметил Янни, которая благодаря своей уникальной внешности, идеально подходила на роль юного принца. Она успешно проходит отбор, оставив позади себя юного актёра, сыгравшего роль Андреаса в фильме «Операция „Скрипичный футляр“».
Янни начинает сниматься в фильме-сказке, где она играет роль сына короля — юного робкого принца Янна, который должен одолеть дракона, наводящего долгое время ужас на всё королевство. Совершенно случайно, пробегая по улице, Янни встречает девочку по имени Сабина, которая принимает Янни за мальчика. Вскоре между ними завязывается крепкая дружба. Познакомившись с братом Сабины — Себастьяном, Янни начинает испытывать к нему тёплые чувства. Янни мирится со своей лучшей подругой Биргит и больше не злится на неё за то, что она встречается с Михаэлем. Как-то раз, придя на съёмочную площадку, брат с сестрой узнают о том, что Янни — девочка, и после разоблачения отворачиваются от неё. Под конец съёмок Янни начинает понимать, что она взрослеет и становится девушкой.
После того как съёмки были завершены, Янни приглашает своих одноклассников на премьеру фильма. Она отправляет почтой отдельное приглашение на премьеру Сабине и Себастьяну. После просмотра фильма одноклассники начинаю восхищаться и гордиться Янни. После показа фильма Янни узнаёт, что в кинотеатр пришла только Сабина, которая на неё ещё злилась за обман. На волне успеха повзрослевшая Янни берёт свою верную лошадь, с которой она привыкла работать во время съёмок фильма, и торжественно приезжает на ней к месту свидания с Себастьяном.

## В ролях
- Беттина Хоэнзее — Янни
- Сузанна Куше — Биргит
- Франк Руттлофф — Михаэль
- Шарлотта Бастиан — Сабина
- Клеменс Цизениц — Себастьян
- Юлиане Корен — мать Янни
- Гизела Морген — бубушка Янни
- Марилу Польман — учительница
- Фолькмар Кляйнерт — режиссёр Бергер
- Марио фон Яшерофф — ассистент режиссёра
- Яцки Шварц — оператор
- Хайде Кипп — художник по костюмам
- Эрнст-Георг Швилль — директор съёмочной группы
- Ригина Бейер — королева
- Гельмут Штрассбургер — король
- Педро Хебенштрайт — разбойник
- Михаэль Гербер — разбойник
- Александр Хайденрайх — одноклассник Янни
- Дирк Бартш — юный актёр

## Критика
Критики положительно оценили «Заячье сердце», как правдоподобный фильм, который не только вызывает сочувствие к слабым, но и прежде всего вдохновляет зрителей преодолевать жизненные трудности. Отмечалось, что это тонкий развлекательный фильм, наполненный серьёзностью и сочувствием в отношении проблем взросления.
Lexikon des internationalen Films назвала фильм «Заячье сердце» юмористической современной комедией, где путаница вокруг роли главной героини переплетается с её первой любовью и съёмками фильма.

## Награды
На 38-м Берлинском международном кинофестивале фильм получил приз ЮНИСЕФ и приз детского жюри.
На 6-м детском кинофестивале в Эссене фильм получил «Голубого слона» (1988). На детском кинофестивале «Золотой воробей» в Гере (1989) фильм был удостоен специального приза обер-бургомистра города и награды Findling от киноклубов ZAG при Министерстве культуры ГДР.